# Louis Mhlanga
Louis Mhlanga (né le 10 novembre 1956) est un guitariste, producteur et chanteur d'origine zimbabwéenne résidant en Afrique du Sud.Il est aujourd'hui considéré comme un important guitariste africains, capable de mêler dans son jeu les influences afro, jazz ou rock.

## Biographie
Né en 1956, il commence à jouer de la guitare dès son plus jeune âge et sa carrière musicale commence dans les années 1970. Il a admiré la pop traditionnellement produite par des musiciens locaux tels que Thomas Mapfumo, dont il a été un des accompagneur. Il a aussi accompagné Miriam Makeba et Andy Narell, et a collaboré avec le chanteur malien Habib Koite. Son premier album a été publié par BMG en Afrique au début des années 90. Dix ans après son enregistrement. Shamwari, son premier album international, le présente comme un guitariste qui combine la pop africaine et le jazz.
Mhlanga a enregistré les albums solo Mukai et Music Ye Africa avec Jethro Shsha, tous deux au Shed Studios à Harare. En avril 2000, Mhlanga a produit le quatrième album de Vusi Mahlasela et y est apparu. En 1999, un enregistrement en duo avec Mahlasela a abouti à l’album Vusi et Louis Live au Bassline. Il était impliqué dans l'album Two of a Kind de Thandi Klaasen, initié par le chanteur néerlandais Stef Bos. Bos a présenté Louis sur l'album De Onderstroom, pour lequel il a co-écrit la musique de la chanson titre. Mhlanga figure sur l'album Place of Hope, qui contient des collaborations avec George Duke, James Ingram, Al Jarreau et Dianne Reeves. Il est également présent sur Fire in the Engine Room, d'Andy Narell. Après une tournée commune en Afrique du Sud, ils ont sorti l'album Live in S.A..
En 2001, il monte le Louis Mhlanga Band avec des musiciens influencés par le jazz. Le groupe a été invité par SAFM, une station de radio de Souh African, à se produire au Festival national des arts. Le groupe a sorti l'album Shamwari.
Mhlanga a produit des albums de Thomas Mapfumo, du nigérian Sunny Adé et du sud-africain Vusi Mahalasela. Ancien directeur de théâtre, Mhlanga a dirigé le Ethnomusicology Trust du Zimbabwe, où il était chargé de développer des programmes d'enseignement nationaux pour la musique traditionnelle et contemporaine du Zimbabwe. Il a également passé un an aux Pays-Bas. Musicien en résidence au Conservatoire royal de musique des Pays-Bas, il y a enseigné la guitare africaine et enregistré des albums. En août 2006 il entre dans le projet Playing for change, en collaborant à plusieurs chansons et intègre par la suite le Playing for change Band.

## Discographie
- Greatest Moments (2015)
- World traveller (2007)
- Marabi Africa (2007)
- Tinganekwane (2006)
- Stories (2006)
- Keeping the dream (2004)
- Song for Nomska (1999)
- Mukai (1999)
- Live at the bassline, avec Vusi Mahlasela (1999)
- Music Yé Africa (1997)